# Werner Faymann
Werner Faymann (født 4. maj 1960 i Wien) er en østrigsk politiker og landets forbundskansler fra 2008 til 2016. Faymann var formand for Østrigs socialdemokratiske parti (SPÖ).

## Liv
Under sin skoletid på et gymnasium i Wien meldte Faymann sig ind i SPÖ's ungdomsorganisation Sozialistische Jugend. Efter studentereksamen og militærtjeneste blev han i 1981 formand for Socialistische Jugends afdeling i Wien.
1985 – 1988 studerede han retsvidenskab og arbejdede som konsulent i en bank. Faymann var i perioden 1981 – 1994 medlem af Wiens Landdag og kommunalbestyrelse.
Fra 1988 til 1994 var han formand for Wiens lejerorganisation. I 1994 blev han "Stadtrat" for byggeri og byfornyelse, præsident for Wiener Bodenbereitstellungs- und Stadterneuerungsfonds (WBSF) og vicepræsident for Wiener Wirtschaftsförderungsfonds (WWFF). Fra 1996 var han stadtrat i Wien for boliger, byggeri og byfornyelse. Siden januar 2007 har han været infrastrukturminister. Den 8. august 2008 blev han på SPÖ's landsmøde i Linz valgt til partiformand med 96,36 % af stemmerne. Den 2. december 2008 blev han taget i ed af forbundspræsident Heinz Fischer som Østrigs forbundskansler efter forgængeren Alfred Gusenbauer. Werner Faymann leder en koalitionsregering sammen med det konservative ÖVP med Michael Spindelegger som vicekansler og udenrigsminister.
Faymann har siden 2001 været gift med Martina Ludwig-Faymann, der er delegeret til Wiens Landdag, og Faymann har i øvrigt to døtre fra sit første ægteskab.